# Mahendra
Mahendra Bir Bikram Shah (11 juni 1920 – Diyalo Bangala, Chitwan, Nepal), 31 januari 1972) was koning van Nepal van 1955 tot 1972.
Hij was een opvolger van zijn vader, koning Tribhuvana. Anders dan zijn vader, was hij geen voorstander van parlementaire democratie en in de jaren '60 verbood hij alle oppositiepartijen. In het partijloze Panchayatsysteem berustte de macht bij de koning en niet bij het parlement.
Hij overleed op 51-jarige leeftijd aan een hartaanval. Na zijn plotselinge dood in 1972, volgde zijn zoon Birendra hem op.

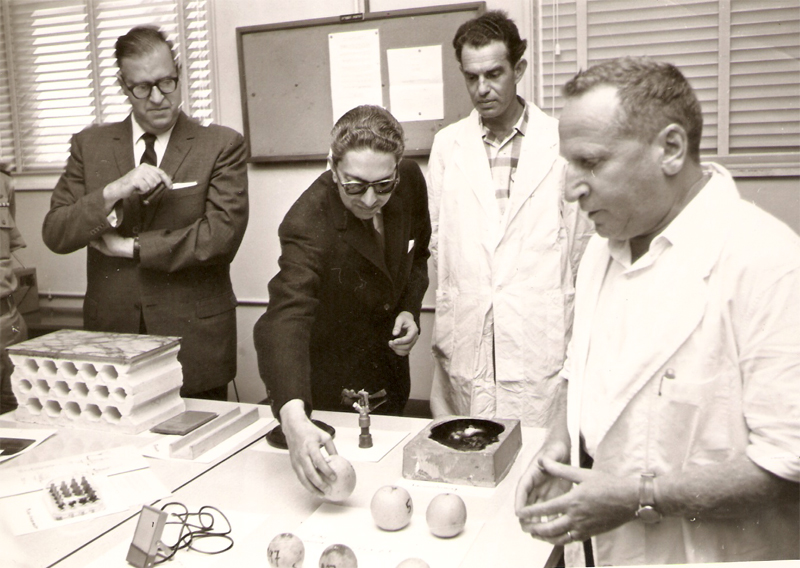
Mahendra (tweede van links) in 1958 tijdens zijn bezoek aan het Weizmann Instituut der Wetenschappen